# Società Sportiva Libertas
La Società Sportiva Libertas è una polisportiva italiana di Sestri Ponente.

## Gli inizi
La Società Sportiva Libertas fu fondata da un gruppo di operai e artigiani il 12 agosto 1905 a Sestri Ponente con lo scopo di propagandare la cultura degli esercizi ginnici e di tutti gli altri sport allora in voga. I soci si riunivano presso la trattoria "Cicciotto" in piazza Nino Bixio. Solo nel 1915 la società aveva avuto in concessione un'area di proprietà comunale di circa 700 m² e aveva realizzato una propria palestra nel giardino annesso a un ristorante. All'inizio del 1917 era stato inaugurato il vessillo sociale ed erano state create nuove sezioni: una di calcio e l'altra ciclistica. Il 20 marzo 1918 soci e simpatizzanti della Libertas e della Società sportiva "Pro Sestri", decisero la fusione tra le due associazioni. Era nata così l'Unione Sportiva Sestri Ponente 1897, tuttora in attività. Alcuni soci avevano però deciso di staccarsi e, il 21 settembre 1920, avevano rifondato la Società Sportiva Libertas, nella vecchia sede. Durante le violenze squadristiche, nel 1922 la sede era stata devastata e data alle fiamme dai fascisti. 

## La pallanuoto
Solo nel 1925 era stato concesso dalle autorità di riprendere l'attività sportiva e la Libertas aveva promosso alcune attività natatorie, tra le quali la pallanuoto. Il campo di allenamento e di gara era costituito dallo specchio marino antistante gli stabilimenti balneari e l'attività si svolgeva da maggio a settembre. Gli atleti erano operai, commercianti e artigiani, che giocavano per puro spirito sportivo: nonostante questi limiti, al confronto di squadre più ricche e famose che potevano disporre di piscine e aiuti finanziari, la Libertas aveva vinto il campionato ligure di pallanuoto nella serie B. L'anno successivo si era presentata nel Campionato Nazionale di Prima divisione, finendo terza classificata. Nel 1927, gli iscritti erano quasi quattrocento e la società aveva trovato sede in un vecchio cinema, chiuso da tempo. La F.I.N. - Federazione Nazionale Nuoto aveva concesso alla Libertas nel 1928 di organizzare, per la prima volta, la "Coppa Scarioni" di nuoto. Nel 1932, dopo aver terminato il suo girone eliminatorio al secondo posto, la squadra di pallanuoto era finalmente approdata nella serie maggiore, incontrando le forti squadre di tutta Italia, affrontando lunghi viaggi in treno e grosse spese durante le trasferte.

## Il cambio del nome sociale
All'inizio, i risultati non erano molto incoraggianti: per alcuni anni la Libertas si era trovata in fondo alle classifiche. Il 16 agosto 1937 il fascio genovese aveva imposto alla associazione sportiva di mutare il proprio nome in onore del "martire" fascista Manlio Cavagnaro. 
Nella classifica di quell'anno, la "Manlio Cavagnaro" era finita al quinto posto, con soli cinque punti, sedici reti fatte e ventiquattro subite. L'anno seguente, la F.I.N. aveva varato un "torneo invernale" di pallanuoto da svolgersi nei mesi di febbraio, marzo e aprile in piscine al coperto, con acqua riscaldata. Il torneo invernale era stato vinto dalla R.N. Napoli. La Libertas si era piazzata al quarto posto, mentre nel torneo estivo era arrivata seconda, dopo la squadra partenopea, che aveva vinto il campionato. Con l'arrivo della seconda guerra mondiale, erano aumentate le difficoltà per la squadra, privata del campo da gioco perché il litorale era stato chiuso da bunkers, per impedire lo sbarco degli Alleati. Nel 1943 il terzo campionato di guerra era iniziato regolarmente a giugno e la squadra sestrese si era piazzata in cima alla classifica con cinque punti, davanti alla Rari Nantes Florentia, Fiumana, Lazio, Napoli e Camogli. Il girone di ritorno avrebbe dovuto svolgersi al Foro Italico di Roma il 23 luglio, ma il giorno 19 la città era stata bombardata dall'aviazione nemica e il campionato era stato interrotto, con la squadra di Sestri Ponente al primo posto. 

## Gli anni del declino
Nel 1945 la Società Libertas, riacquistato l'antico nome, aveva ripresa l'attività sportiva, ma aveva dovuto trasferire il campo da gioco sul litorale di Multedo a causa dei lavori per la costruzione del complesso siderurgico Oscar Sinigaglia e l'aeroporto Cristoforo Colombo. Priva dello specchio acqueo sestrese, con le accresciute difficoltà economiche e di trasferta, la squadra era ripiombata nella serie cadetta, disputando comunque importanti partite nazionali e regionali. Nel 1958, per la costruzione del nuovo Porto Petroli di Multedo, la squadra aveva dovuto nuovamente spostare il campo dopo Pegli, aumentando ancor più i disagi e i problemi. Nel 1961 la società aveva deciso di terminare il glorioso periodo della pallanuoto, indirizzandosi ad altri settori sportivi, quali il calcio maschile e femminile, gare di biliardo e di bocce. Attualmente, dopo aver festeggiato il suo primo secolo di vita, la Società Sportiva Libertas svolge una blanda attività sportiva.